# We Play for Pleasure
We Play for Pleasure (eng.:"Vi spelar för glädje") är Thunder Express debutalbum som släpptes på Razzia Records 2004.

## Spår
1. Off I Go
2. Get Back In
3. Coming Back
4. Always Up To Something New
5. In My Mind
6. I Don't Understand At All
7. Believe In You
8. Feed My Dreams